# تاکویا سوزومورا
تاکویا سوزومورا (انگلیسی: Takuya Suzumura؛ زادهٔ ۱۳ سپتامبر ۱۹۷۸) بازیکن فوتبال اهل ژاپن است.
از باشگاه‌هایی که در آن بازی کرده‌است می‌توان به باشگاه فوتبال ویسل کوبه اشاره کرد.
وی همچنین در تیم ملی فوتبال تیم ملی فوتسال ژاپن بازی کرده‌است.